# فتح تبریز
فتح تبریز به شکست سپاه سلطان الوند آق‌قویونلو و گشودن شهر تبریز به دست اسماعیل میرزا در سال ۱۵۰۱ میلادی اشاره دارد. پس از آن که اسماعیل توانست در نبرد شرور سپاه سلطان الوند آق‌قویونلو را در هم بشکند، با لشکر قزلباشان به سوی تبریز تاخت و پایتخت آنان را فتح کرد. او در تبریز شیعه دوازده‌امامی را دین رسمی دولتش قرار داد، خود را «پادشاه ایران» خواند و با عنوان شاه اسماعیل یکم، دولت صفویه را بنیان گذاشت.

## نبرد شرور
دو لشکر در دشت شرور به هم رسیدند. اسماعیل میرزا ۷۰۰۰ نفر و سلطان الوند بیگ بیش از ۱۰۰۰۰ نفر ارتش داشتند. به گفته راجر سیوری، تعداد ارتش الوند بیگ ۴ برابر تعداد ارتش اسماعیل بود. اسماعیل میرزا با نشان دادن جسارتی درخشان پیروز شد و الوند بیگ با دیدن اینکه ارتشش از هم پاشیده است، به ارزنجان گریخت.

## ورود به تبریز

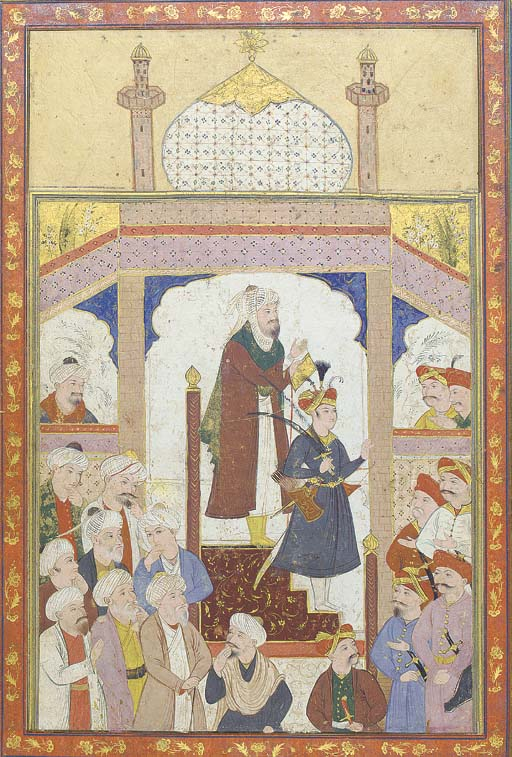
خواندن خطبه ائمه اثنی عشر و اعلام پادشاهی شاه اسماعیل در مسجد جامع تبریز.

کمال پاشازاده (درگذشته ۱۵۳۴) شیخ‌الاسلام عثمانی که به خاطر فتواهای تندش علیه صفویان و قزلباش‌ها شناخته می‌شود در کتاب تواریخ آل عثمان ورود شاه اسماعیل به شهر تبریز را چنین شرح می‌دهدː 
شاه گمراه بدون برخورد با هیچ مانعی وارد تبریز شد. به هیچ‌کس از قوم آق‌قویونلو رحم نکرد، آن‌ها را نابود کرد و انتقام پدرش را گرفت، چهل تا پنجاه هزار آق‌قویونلو، پیر و جوان، زن و کودک را هلاک کرد و تنها [قبر] حسن خان و میرزا احمد قودی را باقی گذاشت و استخوان‌های دیگر امیران و سلاطین را از قبر بیرون آورد و در آتش انداخت. او مادر خودش را که دختر حسن خان بود، به دست خود کشت زیرا او کفر و ظلم را نهی می‌کرد و با او مخالفت کرده بود.
آنجوللو نیز در نوشتن سفرنامه خود اظهارات مشابهی کرده است و می‌توان گمان کرد که این اطلاعات را از کمال پاشازاده یا عثمانی دریافت کرده است. لازم به ذکر است که از سه سفرنامه نویس ونیزی که اتفاقات فتح تبریز را روایت کرده‌اند،  گزارشی از حضور آنجوللو در آن هنگام در ایران نشده است، همچنین جووانی باتیستا راموسیو (۱۴۸۵–۱۵۵۷) نوشته‌های مربوط به دوره شاه اسماعیل صفوی را بر اساس نوشته‌هایی که به دستش رسیده، در کتاب دوم سفرنامه کاترینو زنو (درگذشته ۱۴۹۰) نوشته است. و به گفته بازرگان گمنام ونیزی که بین سال‌های ۱۵۰۷ و ۱۵۱۰ دو بار به ایران آمده بود، وقایعی را که خود در آن حضور نداشته، از دیگران شنیده است.
حسن روملو در کتاب احسن التواریخ درباره ورود شاه اسماعیل به شهر تبریز می‌نویسد: 
خاقان اسکندرشأن بعد از فراغ خاطر از جانب دشمنان در آن منزل نزول فرموده روز دیگر علم عزیمت به طرف دارالسلطنه تبریز برافراخت، سادات و اکابر آن بلده چون سعادت و اقبال استقبال نموده به شرف تقبیل انامل فیاض مفتخر و سرافراز شدند و مراسم نیاز و نثار بجا آوردند و آن حضرت در کمال عظمت در دارالسلطنه تبریز که مستقر سریر سلطنت و مرکز دایره خلافت پادشاهان عالیشأن است استقرار فرموده و به لعمات آفتاب عدل و کرم متوطنان آن ولایت از ظلمات ظلم باز رهانید، حامی رعایتش رعایای بیچاره را از آسیب خدنگ حوادث که روزگار در کمان ترکمان بی سر و سامان نهاده بود نجات داد... هم در اوایل جلوس امر کرد که خطبای ممالک، خطبه ائمه اثنی عشر علیهم صلوات الله الملک الاکبر خوانند. «أشهَدُ أَنّ عَلیاً ولی‌َّالله» و «حَیَّ عَلَیٰ خَیْرِ ٱلْعَمَل» که از آمدن طغرل بیگ  بن میکائیل بن سلجوق و فرار نمودن بساسیری که از آن تاریخ تا سنه مذکور، ۵۲۸ سال (صحیح ۴۵۶ سال) است از بلاد اسلام برطرف شده بود با اذان ضم کرده بگویند و و فرمان همایون شرف نفاذ یافت که در اسواق (بازارها) زبان به طعن و لعن أبابكر و عمر و عثمان بگشایند و هر کس خلاف کند سرش از تن بیاندازد.

## حمله الوند میرزا  به تبریز
در ماه محرم ۹۰۹ (ژوئیه۱۵۰۳) الوند میرزا در ارزنجان گروهی را گرد آورد و دست به اقدامی ناامیدانه زد و به آذربایجان رفت. هنگامی که پرچم‌های پیروزی شاه از راه ترجان به سمت ارزنجان می‌رفت، الوند میرزا به کاخ سلطنتی تبریز رسید دست ستم بر مردم و ثروتمندان دراز کرد و از آنجا با عجله به اوجان رفت. با این حال وقتی شنید که شاه اسماعیل که در ماکو بود نزدیک می‌شود، نتوانست در آنجا بماند و از اوجان به همدان و از آنجا به بغداد رفت و از آنجا نیز به سبب مخالفت قاسم بیگ پرناک حاکم بغداد که از امرای آق‌قویونلو بود به سمت دیاربکر رفت.
به گفته عالم آرای صفویː الوند میرزا که ده هزار نیرو داشت از علاءالدوله ذوالقدر نیرو درخواست کرد و او بیست هزار نیرو از ذوالقدران را همراه وی کرد. چون شاه از تبریز بیرون رفت، روز دوم الوند میرزا شنید که شاه از راه وان رفته به جنگ با او، و او نیز از راه دیگر رفت و وقت غروب آفتاب بود که الوند میرزا وارد تبریز شد و دلش پر بود از مردم تبریز که استقبال شاه کرده بودند و شیعه شده بودند و هفت هزار نفر را به قتل رساند. حلواچی اوغلی که شاه در تبریز گذاشته بود با پانصد نفر درب کاخ حسن پادشاه را بستند و غلامان شاه و سیصد قورچی بر لب بام‌ها آمدند و با تیر و تفنگ، ترکمانان را هدف گرفتند. الوند میرزا هرچند تلاش کرد نتوانست حرم شاه را به دست آورده و برادر شاه را هم بگیرد و داغی بر دل شاه بگذارد. از مردم تبریز کسی دل به الوند میرزا نداشت و شیعیان با او بد بودند و سنیان نیز دیگر به قدرت و آینده الوند میرزا امیدی نداشتند. چون وقت ظهر روز چهارم شد، شاه داخل تبریز شد، الوند میرزا نتوانست در آنجا بماند و به راه دیاربکر روان شد و جنگ در میان ذوالقدران و شاه درگرفت و ذوالقدران پنداشتند که الوند میرزا در جنگ است. از وقت ظهر تا محل غروب آفتاب در جنگ بودند و ده هزار نفر کشته شدند و از آنان شخصی گفت که: برای چه کسی جنگ می‌کنید؟ که الوند میرزا همان ساعت اولیه فرار کرده است و آنان گفتند: لعنت بر او و تسلیم شدند. شاه گفت: هر کدام که علی ولی الله بگویند، امان بدهید و الا همه را بکشید. به دو سه هزار نفر امان داده شد و باقی کشته شدند و سه هزار نفر با الوند میرزا رفته بودند.